# 나카가와역 (야마가타현)
나카가와역(일본어: 中川駅)은 일본 야마가타현 난요시에 위치한 동일본 여객철도 오우 본선의 철도역이다. 상대식 승강장 2면 2선의 구조를 가진 지상역이며, 아카유역 관리의 무인역이다. 야마가타 선 구간에 포함된다.

## 타는 곳
| 1 | ■ 야마가타 선 | (상행) | 아카유 · 요네자와 방면         |
| 1 | ■ 야마가타 선 | (하행) | 가미노야마온센 · 야마가타 방면 |
| 2 | ■ 야마가타 선 |        | 대피선                         |

## 역 주변
- 난요 시청 나카가와 출장소
- 국도 제13호선

## 역사
- 1903년 11월 3일 : 개업.
- 1987년 4월 1일 : 일본국유철도 분할 민영화에 의해, 동일본 여객철도의 역이 됨.

## 인접 역
| 동일본 여객철도 오우 본선 | 동일본 여객철도 오우 본선 | 동일본 여객철도 오우 본선  |
| ------------------------- | ------------------------- | -------------------------- |
| 아카유 후쿠시마 방면      | ■ 야마가타 선             | 우젠나카야마 야마가타 방면 |